# Краснополье (Старобешевский район)
Краснополье (укр. Краснопілля) — село на Украине, находится в Старобешевском районе Донецкой области. Под контролем самопровозглашённой Донецкой Народной Республики.

## География

#### Соседние населённые пункты по сторонам света
С: —
СЗ: Василевка
СВ: Широкое, Каменка, Воровское
З: Солнцево, Новомихайловка
В: Глинка
ЮЗ: Богдановка, Мичурино
ЮВ: Розовка, Вершиновка, Октябрьское
Ю: —  

## Население
Население по переписи 2001 года составляло 605 человек.

## Общие сведения
Код КОАТУУ — 1424587504. Почтовый индекс — 87263. Телефонный код — 6253.

## Адрес местного совета
87262, Донецкая область, Старобешевский р-н, с.Солнцево, пл.Ленина, 61